# Clathrotropis nitida
Clathrotropis nitida är en ärtväxtart som först beskrevs av George Bentham, och fick sitt nu gällande namn av Hermann August Theodor Harms. Clathrotropis nitida ingår i släktet Clathrotropis och familjen ärtväxter. Inga underarter finns listade i Catalogue of Life.